# Hymn Brazylii
Hino Nacional Brasileiro (j. port. Hymn narodowy Brazylii) to pieśń, która jest hymnem państwowym Brazylii.
Muzykę w 1831 skomponował Francisco Manuel da Silva, ale utwór nie był używany do roku 1890. Wcześniejszym hymnem była śpiewana do dzisiaj pieśń Hino da Independência skomponowana przez pierwszego brazylijskiego cesarza Piotra I. Wraz z proklamowaniem republiki w 1889, Joaquim Osório Duque Estrada napisał słowa do muzyki da Silvy. Oryginalna melodia była wielokrotnie modyfikowana.
| portugalskie słowa | polskie tłumaczenie |
| --- | --- |
| I | |
| Ouviram do Ipiranga as margens plácidas De um povo heróico o brado retumbante, E o sol da Liberdade em raios fúlgidos, Brilhou no céu da Pátria nesse instante. | Usłyszały spokojne brzegi Ipirangi o heroicznym ludzkim głośnym okrzyku i Słońce wolności w płomieniach błyszczących zabłysło na niebie ojczyzny w tej chwili      |
| Se o penhor dessa igualdade Conseguimos conquistar com braço forte, Em teu seio, ó Liberdade, Desafia o nosso peito a própria morte!                            | Jeśli owoc tej jedności uzyskamy walcząc silnym ramieniem za twą pierś, o Wolności nasze serca wyzwą nawet śmierć!                                                 |
| Ó Pátria amada, Idolatrada, Salve! Salve! | Ojczyzno kochana Ubóstwiona Bądź pozdrowiona! Bądź pozdrowiona! |
| Brasil, um sonho intenso, um raio vívido, De amor e de esperança à terra desce, Se em teu formoso céu, risonho e límpido, A imagem do Cruzeiro resplandece.     | Brazylio, marzenie intensywne, żyjący płomień miłości i nadziei na ziemię schodzi, jeśli na twoim uroczym niebie uśmiechniętym i czystym, do obrazu Krzyża lśnisz. |
| Gigante pela própria natureza, És belo, és forte, impávido colosso, E o teu futuro espelha essa grandeza.                                                       | Gigancie własnej natury, jesteś piękna, jesteś silna, nieustraszony kolosie i twoja przyszłość odzwierciedla tę wielkość.                                          |
| Terra adorada Entre outras mil És tu, Brasil, Ó Pátria amada!                                                                                                   | Ziemio czczona pośród innych tysiąca jesteś ty, Brazylio, ojczyzno ukochana!                                                                                       |
| Dos filhos deste solo És mãe gentil, Pátria amada, Brasil! | Synów tej ziemi jesteś matką miłą ojczyzno kochana, Brazylio! |
| II | |
| Deitado eternamente em berço esplêndido, ao som do mar e à luz do céu profundo, Fulguras, ó Brasil, florão da América, Iluminado ao sol do Novo Mundo!          | |
| Do que a terra mais garrida Teus risonhos, lindos campos têm mais flores, "Nossos bosques têm mais vida" "Nossa vida" no teu seio "mais amores".                | |
| Ó Pátria amada, Idolatrada, Salve! Salve! | |
| Brasil, de amor eterno seja símbolo O lábaro que ostentas estrelado, E diga o verde-louro dessa flâmula - Paz no futuro e glória no passado.                    | |
| Mas, se ergues da justiça a clava forte, Verás que um filho teu não foge à luta, Nem teme, quem te adora, a própria morte,                                      | |
| Terra adorada, Entre outras mil, És tu, Brasil, Ó Pátria amada!                                                                                                 | |
| Dos filhos deste solo És mãe gentil, Pátria amada, Brasil! | |